# Val Terbi
Val Terbi is een Zwitserse gemeente in het district Delémont dat behoort tot het kanton Jura. Val Terbi heeft 2.620 inwoners.

## Geschiedenis
Val Terbi is een fusiegemeente ontstaan op 1 januari 2013 uit de gemeenten Montsevelier, Vermes en Vicques. Op 1 januari 2018 werd de gemeente Corban opgenomen in de fusiegemeente.

## Geografie
Val Terbi heeft een oppervlakte van 38,86 km² en grenst aan de gemeenten Bärschwil, Beinwil, Courchapoix, Courroux, Grindel, Mervelier, Rebeuvelier en Schelten.
De gemiddelde hoogte van Val Terbi is 455 meter.

## Politiek
De burgemeester van Val Terbi is Michel Brahier.

## Gemeenteverband
- Riehen, sinds 1 januari 2018